# Tučkovo
Tučkovo (Servisch cyrillisch Тучково) is een plaats in de Servische gemeente Požega. De plaats telt 170 inwoners (2002).